# Barograf

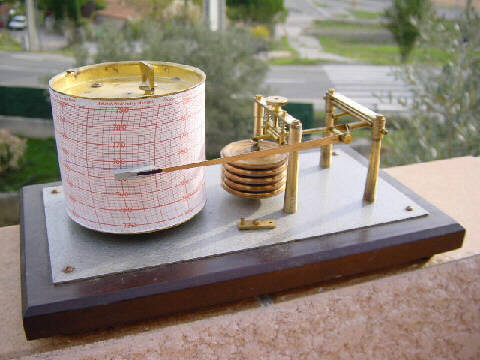
Barograf (skyddet är borttaget)

Barograf (av baro och grekiska gra'pho) är en registrerande barometer.
Registreringen sker genom att en penna ritar på ett papper (barogram), som är upplindat på en trumma. Trumman drivs av ett urverk så att den långsamt roterar, medan pennan registrerar lufttrycket. Barogrammet kan vara indelat i hPa, millibar eller mmHg. 
Inom meteorologin används barografen för registrera lufttrycket över en tidsperiod.
Inom flyget används barografen för att verifiera flyghöjden. Om ett barogram ska användas för att bestyrka en prestation eller märkesprov ska barografen vara kalibrerad och plomberad.